# Uniwersytet w Växjö
Uniwersytet w Växjö (Växjöuniversitet) – była szwedzka uczelnia państwowa (od 1999), założona w 1977 jako Wyższa Szkoła w Växjö (Högskolan i Växjö) na bazie utworzonej w tym mieście w 1967 filli Uniwersytetu w Lund. 1 stycznia 2010 Uniwersytet w Växjö został połączony z Wyższą Szkołą w Kalmar (Högskolan i Kalmar), tworząc w ten sposób nowy Uniwersytet Linneusza (Linnéuniversitetet).

## Linki zewnętrzne

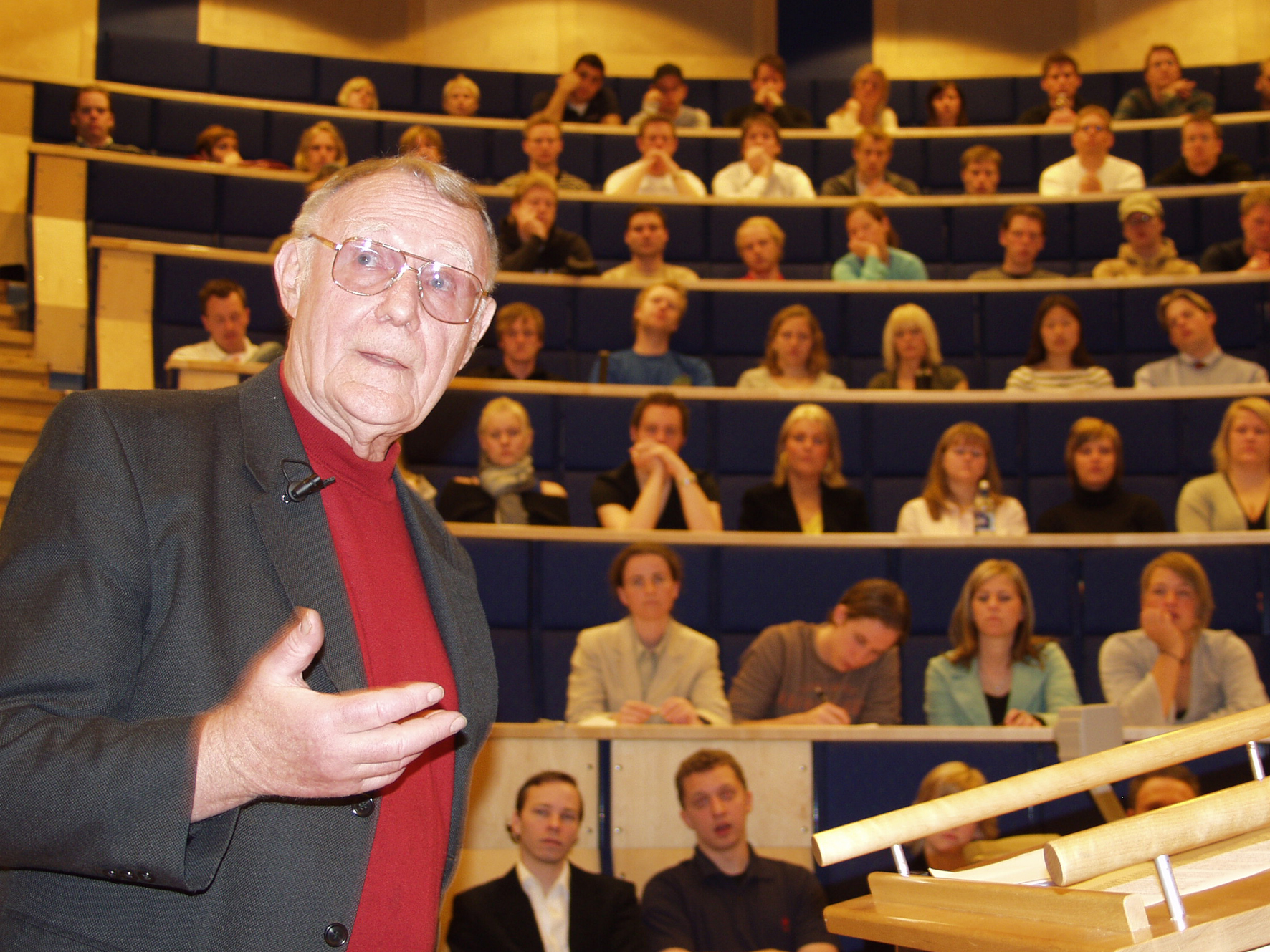
Ingvar Kamprad prowadzący wykład na Växjö universitet